# Berland Komprachcice
Berland Komprachcice Futsal Team – polski klub futsalowy z Komprachcic, od sezonu 2020/2021 występujący w Futsal Ekstraklasie, najwyższej klasie rozgrywek w Polsce. 
Berland do ekstraklasy awansował po zajęciu drugiego miejsca w rozgrywkach grupy północnej I ligi w sezonie 2019/2020. Na zapleczu ekstraklasy zespół ten zadebiutował w sezonie 2014/2015, zajmując w pierwszym sezonie szóste miejsce w rozgrywkach.